# Изведене јединице СИ система
СИ изведене јединице су део јединица СИ система мера, а изведене су од седам основних СИ јединица.

## Јединице са посебним именима и симболима
| Име              | Симбол | Физичка величина                                             | Еквивалент                 | Изражено у основним СИ јединицама |
| ---------------- | ------ | ------------------------------------------------------------ | -------------------------- | --------------------------------- |
| радијан          | rad    | угао                                                         | m/m                        | бездимензионална                  |
| стерадијан       | sr     | просторни угао                                               | 2 · m−2                    | бездимензионална                  |
| херц             | Hz     | фреквенција                                                  | s−1                        | s−1                               |
| њутн             | N      | сила, тежина                                                 | kg · m · s−2               | kg · m · s−2                      |
| паскал           | Pa     | притисак, напон                                              | N · m−2                    | kg · m−1 · s−2                    |
| џул              | J      | енергија, рад, топлота                                       | N · m C · V W · s          | kg · m² · s−2                     |
| ват              | W      | снага, флукс зрачења                                         | J · s−1 W · A              | kg · m² · s−3                     |
| кулон            | C      | наелектрисање                                                | A · s                      | A · s                             |
| волт             | V      | електрични потенцијал, електрични напон, електромоторна сила | W · A−1 J · C−1            | kg · m² · s−3 · A−1               |
| фарад            | F      | електрични капацитет                                         | C · V−1 s · Ω−1            | kg−1 · m−2 · s4 · A2              |
| ом               | Ω      | електрични отпор, импеданса, реактанса                       | V · A−1                    | kg · m² · s−3 · A−2               |
| сименс           | S      | електрична проводност                                        | Ω−1 A · V−1                | kg−1 · m−2 · s3 · A2              |
| вебер            | Wb     | магнетни флукс                                               | J · A−1 T · m²             | kg · m² · s−2 · A−1               |
| тесла            | T      | магнетна индукција, густина магнетног флукса                 | V · s · m−2 Wb · m−2       | kg · s−2 · A−1                    |
| хенри            | H      | индуктивност                                                 | V · s · A−1 Ω · s Wb · A−1 | kg · m² · s−2 · A−2               |
| степен целзијуса | °C     | температура                                                  | K                          | K                                 |
| лумен            | lm     | светлосни флукс                                              | cd · sr                    | cd                                |
| лукс             | lx     | осветљеност                                                  | lm · m−2                   | cd · m−2                          |
| бекерел          | Bq     | активност радиоактивног извора                               | s−1                        | s−1                               |
| греј             | Gy     | апсорбована доза (јонизујућег зрачења)                       | J · kg−1                   | m² · s−2                          |
| сиверт           | Sv     | еквивалентна доза (јонизујућег зрачења)                      | J · kg−1                   | m² · s−2                          |
| катал            | kat    | каталитичка активност                                        | mol · s−1                  | mol · s−1                         |

## Остале величине и јединице
| Физичка величина                                    | Име СИ јединице                | Симбол за СИ јединицу | Изражено у вези са осталим јединицама |
| --------------------------------------------------- | ------------------------------ | --------------------- | ------------------------------------- |
| површина                                            | квадратни метар                | m²                    | m²                                    |
| запремина                                           | кубни метар                    | m³                    | m³                                    |
| брзина                                              | метар у секунди                | m · s−1               | m · s−1                               |
| убрзање                                             | метар у секунди на квадрат     | m · s−2               | m · s−2                               |
| угаона брзина                                       | радијан у секунди              | rad · s−1             | s−1                                   |
| импулс                                              | њутн секунда                   | N · s                 | kg · m · s−1                          |
| момент импулса                                      | њутн метар секунда             | N · m · s             | kg · m² · s−1                         |
| момент силе                                         | њутн метар                     | N · m                 | kg · m² · s−2                         |
| таласни број                                        | реципрочни метар               | m−1                   | m−1                                   |
| густина, запреминска маса                           | килограм по метру кубном       | kg · m−3              | kg · m−3                              |
| специфична запремина                                | кубни метар по килограму       | kg−1 · ³              | kg−1 · ³                              |
| концентрација количине супстанције                  | мол по кубном метру            | m−3 · mol             | m−3 · mol                             |
| моларна запремина                                   | кубни метар по молу            | ³ · mol−1             | ³ · mol−1                             |
| топлотни капацитет, ентропија                       | џул по келвину                 | J · K−1               | kg · m² · s−2 · K−1                   |
| моларни топлотни капацитет, моларна ентропија       | џул по мол келвину             | J · K−1 · mol−1       | kg · m² · s−2 · K−1 · mol−1           |
| специфични топлотни капацитет, специфична ентропија | џул по килограм келвину        | J · K−1 · kg−1        | m² · s−2 · K−1                        |
| моларна енергија                                    | џул по молу                    | J · mol−1             | kg · m² · s−2 · mol−1                 |
| специфична енергија                                 | џул по килограму               | J · kg−1              | m² · s−2                              |
| густина енергије                                    | џул по кубном метру            | J · m−3               | kg · m−1 · s−2                        |
| површински напон                                    | њутн по метру                  | N · m−1 = J · m−2     | kg · s−2                              |
| егзистенција зрачења, ирадијанција                  | ват по квадратном метру        | W · m−2               | kg · s−3                              |
| топлотна проводност                                 | ват по метар келвину           | W · m−1 · K−1         | kg · m · s−3 · K−1                    |
| кинематичка вискозност, дифузиони коефицијент       | квадратни метар у секунди      | m² · s−1              | m² · s−1                              |
| динамичка вискозност                                | паскал секунд                  | Pa · s = N · s · m−2  | kg · m−1 · s−1                        |
| запреминско наелектрисање                           | кулон по кубном метру          | C · m−3               | m−3 · s · A                           |
| густина електричне струје                           | ампер по квадратном метру      | A · m−2               | A · m−2                               |
| специфична проводност, електролитичка проводљивост  | сименс по метру                | S · m−1               | kg−1 · m−3 · s3 · A2                  |
| моларна проводљивост                                | сименс квадратни метар по молу | S · m² · mol−1        | kg−1 · s3 · mol−1 · A2                |
| пермитивност                                        | фарад по метру                 | F · m−1               | kg−1 · m−3 · s4 · A2                  |
| пермеабилност                                       | хенри по метру                 | H · m−1               | kg · m · s−2 · A−2                    |
| јачина електричног поља                             | волт по метру                  | V · m−1               | kg · m · s−3 · A−1                    |
| јачина магнетног поља                               | ампер по метру                 | A · m−1               | A · m−1                               |
| луминанција, сјај                                   | кандела по квадратном метру    | cd · m−2              | cd · m−2                              |
| експозиција (зрачења)                               | кулон по килограму             | C · kg−1              | kg−1 · s · A                          |
| јачина апсорбоване дозе                             | греј у секунди                 | Gy · s−1              | m² · s−3                              |

## Допунске јединице
До октобра 1995. радијан и стерадијан су сматрани за допунске јединице СИ система мерења. Сада се ове јединице категоришу као изведене јединице.